# Rapport Volcker
 (août 2025).
Motif : pas de sources secondaires espacées de deux ans
- Archive Wikiwix
- Bing
- Cairn
- DuckDuckGo
- E. Universalis
- Gallica
- Google
- G. Books
- G. News
- G. Scholar
- Persée
- Qwant
- (zh) Baidu
- (ru) Yandex
- (wd) trouver des œuvres sur Wikidata

| 1. | Préciser le motif de la pose du bandeau. | Précisez le motif de la pose du bandeau en utilisant la syntaxe suivante : {{admissibilité à vérifier\|date=août 2025\|motif=remplacez ce texte par le motif}}                       |
| 2. | Informer les utilisateurs concernés.     | Pensez à avertir le créateur de l'article, par exemple, en insérant le code ci-dessous sur sa page de discussion : {{subst:avertissement admissibilité à vérifier\|Rapport Volcker}} |

Le rapport Volcker désigne le rapport rédigé par Paul Volcker, ancien directeur de la Réserve fédérale américaine, chargé par l'ONU d'enquêter sur les manipulations du programme Pétrole contre nourriture. Ce rapport, qui clôture les travaux de la commission d'enquête qu'il a présidée, contient 623 pages.
Le rapport Volcker a été publié en octobre 2005. Il détaille le détournement du programme Pétrole contre nourriture par Saddam Hussein, avec la complicité de ressortissants de pays étrangers, notamment français. Deux anciens diplomates français de haut rang, Serge Boidevaix et un ancien représentant de la France à l'ONU, ont profité financièrement de ce programme,,.